# Ebenàcies
Ebenàcia (Ebenaceae) és una família de plantes amb flors, que inclou el banús i el caqui. La família té unes 500 espècies d'arbres i arbusts en dos gèneres, Diospyros i Euclea. Majoritàriament, són de fulles persistents i tropicals i subtropicals amb poques espècies caducifòlies en zones temperades. Diospyros conté 450-500 espècies de distribució pantropical amb la major diversitat a Indomalaia. Euclea conté 20 espècies, natives d'Africa, les Illes Comoro, i Aràbia. Un calze persistent en els fruits és característic de la família.